# 西河镇 (巴西)
西河镇（葡萄牙語：Rio do Oeste）是巴西圣卡塔琳娜州的一个市镇。总面积245.633平方公里，总人口6795人，人口密度27.7人/平方公里。